# 657
Cette page concerne l'année 657  du calendrier julien. Pour l'année 657 av. J.-C., voir 657 av. J.-C.
L'année 657 est une année commune qui commence un dimanche.

## Événements

### Asie
- Révolte des Turcs occidentaux, réprimée par le général chinois Su Dingfang (Sou Ting-fang)[1]. La Chine des Tang impose son protectorat en Asie centrale (Afghanistan, Ferghâna, Cachemire, Sogdiane et vallée de l’Oxus) de 659 à 665[2].

### Proche-Orient
- 26 - 29 juillet[3] : bataille de Siffin en Irak sur l'Euphrate entre les partisans d'Ali et ses adversaires réunis autour de Mu'awiyya ibn abi sufyane  gouverneur de Damas et proche d'Uthman, le précédent calife assassiné. C'est la première scission de la communauté politique et religieuse de l'islam. Ali est vainqueur quand ses adversaires accrochent des feuilles de Coran à leurs lances pour demander une trêve et un arbitrage. Certains des partisans d'Ali, lui reprochant d'avoir remis en cause sa légitimité que lui accordait Allah par le sort des armes, font sécession et deviennent les Kharidjites. Ali les qualifie d'hérétiques et d'hétérodoxes.

### Europe
- 30 juillet : début du pontificat de saint Vitalien (fin en 672)[4].
- 31 octobre : mort de Clovis II[5]. Début du règne de Clotaire III, roi de Neustrie et de Bourgogne (fin en 670)[6]. Régence de Bathilde (657-665)[7]. L’abbé Genès, saint Ouen et saint Léger sont les conseillers de Bathilde[8] qui interdit la vente d’esclaves chrétiens et qui fait racheter ceux qui l’étaient.

## Fondations en 657
- Abbaye bénédictine de Corbie[9].
- Abbaye d'Aulne, monastère de moines bénédictins fondé dans la section Gozée, en Belgique par saint Landelin.

## Naissances en 657
- catégorie « Naissance en 657 »

## Décès en 657
- catégorie « Décès en 657 »
- 2 juin : Eugène Ier, pape.
- 31 octobre : Clovis II, roi des Francs.